# 小行星8073
小行星8073（英語：8073 Johnharmon）是一颗围绕太阳公转的小行星。1982年1月24日，愛德華·鮑威爾在可可尼诺县发现了此天体。
这颗小行星的绝对星等为119.2601404083828等。